# Red (banda)
Red (también estilizada R3D o RED) es una banda de nu metal estadounidense de Nashville, Tennessee, formada en 2002. La formación de la banda está formada por el cantante Michael Barnes, el guitarrista Anthony Armstrong y el bajista Randy Armstrong. Son conocidos por interpretar música rock cristiana que incorpora otros sonidos como rock alternativo, nu metal, hard rock, y post-grunge. Jasen Rauch y Andrew Hendrix fueron el guitarrista rítmico y el baterista, respectivamente, en el momento de la formación de la banda. Hendrix fue reemplazado por Hayden Lamb en 2006, quien luego fue reemplazado por Joe Rickard, quien salió en 2014. Aunque Rauch dejó la banda en 2009, él contribuyó a la composición hasta el quinto álbum de la banda, Of Beauty and Rage.
Hasta la fecha, Red ha lanzado siete álbumes de estudio: End of Silence (2006), Innocence & Instinct (2009), Until We Have Faces (2011), Release the Panic (2013), Of Beauty and Rage (2015), Gone (2017) y Declaration (2020). Los dos primeros álbumes le sirvieron a la banda para lograr nominaciones a los Grammy Award como Best Rock Gospel Album mientras que Until We Have Faces tuvo un debut como No.2 en Billboard 200.

## Trayectoria

### Primeros años (2002-2005)
Red fue formado por hermanos gemelos, el guitarrista Anthony y el bajista Randy Armstrong, el vocalista Michael Barnes, el baterista Andrew Hendrix y el guitarrista Jasen Rauch. De acuerdo con el folleto del álbum "End of Silence", Rauch fue el compositor principal de la banda. Reclutando a Rob Graves, talentoso productor de rock nominado al Grammy y ganador de premios Dove; Red firmó un contrato de desarrollo con la productora independiente de Graves. Después de grabar varias canciones de demostración, la banda fue rápidamente firmada por la marca de Sony BMG, Essential Records. Hendrix se separó de la banda y después de una extensa búsqueda, la banda eligió a Hayden Lamb (hermano gemelo del exguitarrista de Paramore, Hunter Lamb) como su reemplazo en la batería. Como resultado de su exitoso trabajo temprano con Red, Graves fue elegido para producir el álbum de debut de la banda End of Silence.

### End Of Silence(2006-2008)
El grupo lanzó su álbum debut End of Silence en 2006 y fue nominado para los premios Grammy en la categoría de « Best Rock Gospel Album » en los 49th Grammy Awards.
Su primer sencillo, «Breathe Into Me», alcanzó el puesto número 15 en el U.S. Mainstream Rock chart y ganó el premio de «Rock Recorded Song of the Year"» de los Premios Dove de 2007. El video musical está compuesto de fotografías en un estudio de cine, donde la banda toca. "Breathe Into Me" también incursionó en los diez primeros de las listas de Active Rock y ha sido certificado Gold por RIAA. Tras el lanzamiento realizó una gira con Three Days Grace, Breaking Benjamin y Candlebox a lo largo del año 2007. El 27 de noviembre la furgoneta del grupo tuvo un accidente en la Interestatal 24. Hubo grandes daños en los vehículos implicados, y el exbatería Hayden Lamb sufrió lesiones en el hombro, lo que obligó a cancelar la gira como cabeza de cartel.
«Lost» fue elegida como la mejor canción de rock en los 40th Annual GMA Dove Awards.
La canción «Let Go» fue incluida en el videojuego de Activision Baja 1000. La canción «Pieces» apareció en el tráiler de The Blind Side.

### Innocence & Instinct(2009-2010)
El segundo álbum de la banda, Innocence & Instinct, fue lanzado el 10 de febrero de 2009 y debutó en el Billboard 200 en el número 15 vendiendo 39.000 copias en su primera semana. El álbum alcanzó un mejor puesto que el anterior álbum y ha recibido críticas abrumadoramente positivas de los críticos. El álbum también alcanzó el puesto número 5 en su primera semana de lanzamiento en iTunes. El álbum cuenta con 10 canciones, incluyendo el primer sencillo "Death of Me". La Deluxe Edition fue lanzada el mismo día, con 4 pistas adicionales: Incluyendo "Forever", el video musical de "Death of Me", galería de fotos y un documental de video "Making of Innocence & Instinct" detrás de escenas. La pista "Shadows" fue coescrita con Benjamin Burnley. 

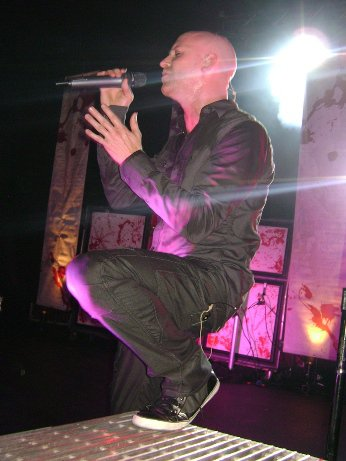
Michael Barnes cantando en el Nothing & Everything Tour. 30 de octubre de 2010.

Red hizo historia como la primera banda de rock cristiano que debutó como n.º 1 cuando el sencillo de la banda "Fight Inside" fue lanzado en noviembre de 2008.
Para el álbum, un juego de realidad alternativa (ARG)  fue orquestado por los miembros de la banda. Los fanes de Red pasaron por páginas y contraseñas ocultas hasta el momento en que se lanzó el álbum, cuando se reveló la última página, que contenía un mensaje de vídeo de la propia banda, nueve "tesoros" (incluyendo pósteres, videos y una pista inédita ), y un mensaje que dice a los participantes del rompecabezas no fijar los contenidos en el Internet o compartirlos.
El álbum fue inspirado por un accidente de coche involucrando a la banda donde su camioneta y remolque de equipo rodó sobre una carretera. Lamb fue herido en el accidente, lo que llevó a su salida de la banda. Lamb fue reemplazado por Joe Rickard; un amigo y técnico de batería de Lamb que estaba buscando otra banda para tocar después de dejar a su grupo anterior The Wedding. Rickard era solamente un baterista de tour y del estudio hasta este punto en su carrera con Red, pero fue hecho un miembro oficial de la banda.
El significado del video de Red, "Death of Me", es explicado por Randy en una entrevista con NewReleaseTuesday.com: "Usamos gemelos (y un doble del vocalista Michael Barnes) para simbolizar dos fuerzas opuestas en el video 'Death of Me.' En ella, vemos el lado positivo de las cosas que están siendo perseguidas por el lado negativo de las cosas, y al final hay una batalla.La batalla no parece resolverse en el vídeo, esto es porque vamos a enfrentar las luchas en nuestras vidas, A pesar de que encontramos resolución en ciertas situaciones ".
Red reveló su nuevo sitio el 24 de septiembre, que ahora utilizan como su principal centro de conexión con los fanes. Coincidiendo con el lanzamiento de su nuevo sitio, Red lanzó el video musical de su nuevo sencillo, "Forever", que fue hecho usando clips de su gira como el video de "Let Go". Poco después la banda anunció en un pódcast en Kyte.com que Joe es un miembro de Red y Hayden no regresará debido a las lesiones sufridas por el accidente de coche. Red también anunció poco después que Jasen Rauch no sería un miembro de gira de la banda más debido a la necesidad de pasar más tiempo con su familia. Rauch seguiría siendo parte de Red y seguiría escribiendo para Red también. No habría reemplazo.
La banda se embarcó en una gira con Saving Abel, Pop Evil, y Taddy Porter en el Class of 2009 Tour. En su sitio web la banda anunció que estarían de gira con Pillar y The Wedding en su nueva gira "Nothing and Everything" Tour que comenzó en enero de 2010. En marzo la banda viajó con Breaking Benjamin, Thousand Foot Krutch y Chevelle
La banda anunció una gira para abril y mayo con Skillet y The Letter Black, que fue llamado la segunda parte de Awake and Alive Tour; Una continuación de la gira como headliner en el 2009 de parte de Skillet.
Red ganó el "Rock Album of the Year" por Innocence & Instinct en los 2010 Dove Awards. Su video musical para "Ordinary World" salió el 6 de julio de 2010 en iTunes. Ellos fueron programados para telonear unas cuantas fechas de la gira de verano en el 2010 de Creed. También programaron para encabezar algunas fechas con 12 Stones a partir del 13 de julio de 2010. Red anunció la segunda parte de su Nothing and Everything Tour con Disciple, Brian Welch y Silverline.

### Until We Have Faces(2011-2012)

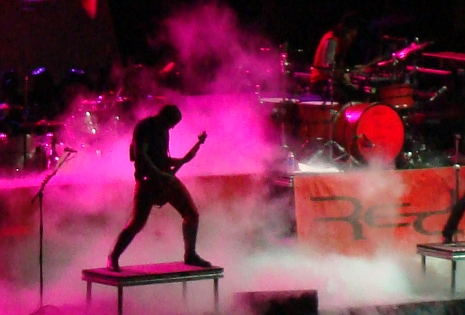
Red tocando en el WinterJam del 2011.

Until We Have Faces fue lanzado el 1 de febrero de 2011. La banda lanzó un video teaser en Facebook a través de YouTube que incluía el nombre de la banda en una hoja de pergamino, quemandose, revelando el título del álbum. El vocalista Michael Barnes declaró en su página de Facebook que el nuevo álbum sería producido por Rob Graves, quien también produjo los dos primeros álbumes. Una imagen fue publicada en la cuenta de Twitter del productor Rob Graves mostrando tres guitarras con cinta en ellas mostrando afinaciones de A #, A y G #, lo que sugirió que este disco podría ser más pesado que los dos anteriores. También se muestran vídeos de la creación del disco en YouTube, Facebook y el sitio web de Red. Christian Book Distributors lanzó una lista de canciones parcial en su página web. Como parte preliminar para el álbum, Red pidió a los fanes enviar fotos de sus caras a la banda. El 9 de diciembre, se dieron códigos a todos los fanes que enviaron imágenes de sus caras para descargar un MP3 para la canción "Feed the Machine". El 6 de enero de 2011, se dio a conocer el nuevo sitio web de Red. Las fotos de los fanes fueron utilizadas para crear un póster en mosaico. 
Red apareció en Conan O'Brien el 8 de febrero de 2011, como su primera actuación en televisión en vivo y apareció en The Tonight Show el 16 de febrero de 2011. El álbum también debutó en el número 2 en el Billboard 200. "Feed the Machine" comenzó a ser añadido a las estaciones de Active Rock Radio a mediados de febrero. Until We have Faces ha vendido más de 100.000 copias."Start Again" ganó el premio de Best Rock Recorded Song of the Year en los GMA Dove Awards del 2011.
Red fue parte del lineup de WinterJam en el 2011 que comenzó en enero. Se unieron a sus compañeros de sello en Union Entertainment, Hinder, en su All American Nightmare Tour, que comenzó el 10 de mayo de 2011. El 5 de junio de 2011 comenzaron su Kill Th3 Machin3 Tour con Oh No Fiasco, Taddy Porter, Red Jumpsuit Apparatus y Evans Blue. En septiembre de 2011 fueron al "Rock Allegiance Tour" con Buckcherry, Papa Roach, Puddle of Mudd, P.O.D, Crossfade y Drive A. Ellos continuaron en su segunda etapa de la Kill Th3 Machin3 Tour, con Brian "Head" Welch, Echoes the Fall y Icon for Hire. El viaje terminó en Atlanta, Georgia el 26 de octubre. RED terminó el WinterJam 2011 West Coast en noviembre y participó en Christmas Rock Night. Red fue también la primera banda en entrar al Loudwire's Cage Match Hall of Fame venciendo a bandas como Skillet, Seether y Nickelback.
En febrero y marzo de 2012 estuvieron en la gira "The Redvolution" con Thousand Foot Krutch, Manafest, Nine Lashes y Kiros. Red anunció una gira europea para abril de 2012.

### Release the Panic(2012–2014)
El 10 de julio de 2012, Red publicó que un nuevo álbum estaría en curso. El álbum fue producido por Howard Benson, y fue lanzado el 5 de febrero de 2013. El post dijo que los fanes podrían escuchar una nueva canción del álbum antes de fin de año. El 17 de septiembre de 2012, Red publicó un video de YouTube en su sitio web con la fecha de lanzamiento para el 5 de febrero de 2013. Jesusfreakhideout.com publicó que el nuevo álbum se llamaría Release the Panic y confirmó la fecha de lanzamiento del 5 de febrero de 2013. Un teaser para el álbum, "Release the Panic", fue lanzado el 9 de noviembre de 2012. Red también participó en el WinterJam 2013 Tour Spectacular junto con los artistas TobyMac, Matthew West y otros. Junto con Release the Panic, Red lanzó una antología titulada Who We Are: The Red Anthology el mismo día. El álbum debutó en Billboard 200 en el n.º 7, con ventas en la primera semana de alrededor de 41.000.
Joe Rickard realizó su último concierto con la banda el 26 de enero de 2014 y fue luego baterista de In Flames. También está en Islander, como su baterista de gira. Él terminó el ep remix Release the Panic: Recalibrated. Desde entonces, Dan Johnson de la banda Love and Death se unió como baterista de gira.
El EP de remixes titulado Release the Panic: Recalibrated incluye seis canciones de Release the Panic que contiene los riffs característicos de Red, orquestas y otros elementos nuevos añadidos a las canciones originales... El EP también incluye una nueva canción titulada, Run and Escape que no aparece en el álbum original. Fue lanzado el 29 de abril de 2014.
En agosto de 2014, la banda realizó una gira de ocho ciudades con la banda de Metal Cristiano, 
Demon Hunter y la banda de Hard Rock, Veridia.

### Of Beauty and Rage(2014–2017)
Durante un set acústico en enero, la banda anunció que regresarían al estudio para grabar su quinto álbum de estudio tan pronto como terminen de viajar. Esta vez, estuvieron trabajando con Rob Graves, que produjo sus primeros tres álbumes. Rob Graves también publicó fotos en su cuenta de Instagram que confirmaron este anuncio.
La banda lanzó Of Beauty and Rage el 24 de febrero de 2015 acompañada de una novela gráfica de larga duración inspirada en su música. En junio de 2016, Red lanzó un álbum de canciones remasterizadas, así como una nueva canción "If I Break" y la demo instrumental de "Circles" para conmemorar el décimo aniversario de End of Silence.
Red hará un tour por los EE.UU como el acto de apertura para Breaking Benjamin en el 2017.

### Gone(2017–2018)
El 21 de septiembre, la banda lanzó su primer sencillo llamado "Losing Control" para su álbum Gone, fue lanzado el 27 de octubre de 2017. En marzo y abril de 2018, hicieron una gira con Lacey Sturm, Righteous Vendetta y Messer.

### Declaration(2019–presente)
La banda publicó una actualización, a través de un video de YouTube el 21 de enero de 2019. Anunciaron que ya no se firmarán con Essential/Sony y grabarán su próximo álbum de forma independiente. También anunciaron que el baterista de gira Dan Johnson se unirá a la banda a tiempo completo como su cuarto miembro, formando así una formación de cuatro piezas desde 2014. La banda comenzó una campaña de GoFundMe donde todas las ganancias irán a la grabación de su séptimo estudio de álbum.
La banda lanzó un nuevo sencillo, "The Evening Hate", el 7 de junio, su primera música nueva desde que se separó de su sello discográfico.
El 10 de enero de 2020, la banda anunció que su próximo séptimo álbum de estudio titulado, Declaration, se lanzará el 10 de abril de 2020. El 25 de marzo, la banda anunció que su álbum se lanzaría una semana antes de su fecha de lanzamiento original del 10 de abril.
El 9 de febrero de 2021, la banda anunció que se habían separado de Dan Johnson.

## Etiqueta como banda cristiana
Cuando se les preguntó si son una "banda cristiana", Anthony Armstrong afirmó: "Siempre nos gusta llamarnos a nosotros mismos una banda cristiana, porque eso es lo que somos. Si nos preguntan si somos una banda cristiana, les decimos que sí. Y si nos preguntan por qué, les decimos por qué.

## Miembros
| Miembros actuales - Michael Barnes - Vocalista (2004-presente) - Anthony Armstrong - Guitarra líder, coros (2004-presente) - Randy Armstrong - Bajo, piano, coros, segunda voz (2004-presente) - Brian Medeiros - Batería (2021-presente) | Miembros anteriores - Andrew Hendrix - Batería (2004-2005) - Hayden Lamb - Batería (2005-2008) - Jasen Rauch - Guitarra (2004-2009) - Joe Rickard - Batería (2008- 2014) - Dan Johnson - Batería (2019-2021) |

Línea del tiempo

## Discografía
Álbumes de estudio
- End of Silence (2006)
- Innocence & Instinct (2008)
- Until We Have Faces (2010)
- Release the Panic (2013)
- Of Beauty and Rage (2015)
- Gone (2017)
- Declaration (2020)
- Rated R (2023)